# Storjungfruns fyrplats
Storjungfruns fyrplats är en fyr på ön Storjungfrun, den största ön i Söderhamns skärgård. Fyrplatsen blev ett statligt byggnadsminne 1935.
Ön äldsta bebyggelse tros härstamma från 1600-talet. En kunglig begäran om förbättringsförslag till fyrarna i landet i början av 1830-talet ledde till beslut om upprättandet av en fyr på ön. Fyren byggdes 1839 som den sista stenkolseldade fyren i Sverige. Den byggdes dock om efter bara fjorton år till en modernare fyr med lins och lanternin. Därefter genomgick fyrtornet flera moderniseringar:  övergång från oljelampa till fotogen 1884, tillbyggnad av bifyr och mistlur 1890, tornet av putsad sten byggdes till 1923, huvudfyren utrustades med Dalénljus 1943 och fyren automatiserades sedan 1964.